# Kruidnoot
I Kruidnoten sono dei biscotti tipici della cucina olandese consumati durante la festa di Sinterklaas, la vigilia del 5 dicembre. Nonostante siano spesso erroneamente paragonati a caramelle, contengono farina, zucchero e la stessa miscela di spezie usata per gli speculaas, la speculaaskruiden.